# Josh Palmer
Joshua Keith Palmer (Brampton, Ontario, 22 de septiembre de 1999) más conocido como Josh Palmer, es un jugador profesional canadiense de fútbol americano que se desempeña en la posición de wide receiver en Los Angeles Chargers, equipo de la National Football League (NFL).

## Carrera
Fue seleccionado en la tercera ronda en la Reunión Anual de Selección de Jugadores de la NFL de 2021. Hizo su debut profesional con el equipo Los Angeles Chargers, donde lleva jugando tres temporadas.